# Miszkowice

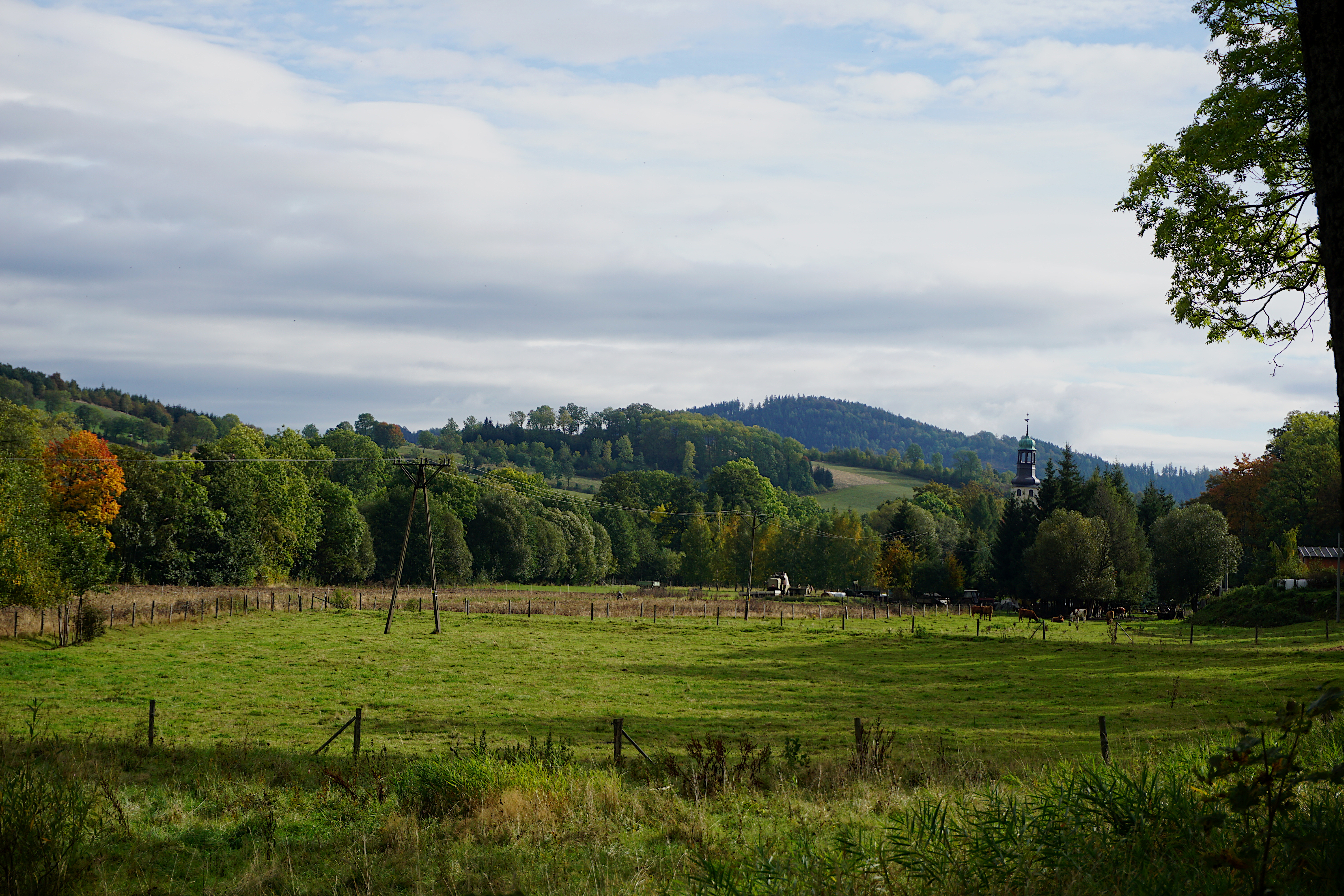
Michelsdorf von Norden aus

Miszkowice (deutsch Michelsdorf) ist ein Ort in der Stadt- und Landgemeinde Lubawka (Liebau) im Powiat Kamiennogórski der Woiwodschaft Niederschlesien in Polen.

## Geographie
Miszkowice liegt im Riesengebirge, sieben Kilometer nordwestlich von Lubawka. Nachbarorte sind Szarocin (Pfaffendorf) im Norden, Janiszów (Johnsdorf), Stara Białka (Altweißbach) und Paprotki (Städtisch Hartau) im Nordosten, Bukówka (Buchwald) und Lubawka (Liebau) im Südosten, Niedamirów (Kunzendorf) und Opawa (Oppau) im Süden und Jarkowice im Westen. Jenseits der Grenze zu Tschechien liegt im Süden Žacléř (Schatzlar). Es wird über den Grenzübergang Lubawka – Královec erreicht.

## Geschichte
Die erste urkundliche Erwähnung von Michelsdorf stammt aus dem Jahre 1289, als der böhmische König Wenzel II. Michelsdorf zusammen mit den Dörfern Königshan, Kindelsdorf, Trautliebersdorf und der Stadt Schömberg dem Schweidnitzer Herzog Bolko I. schenkte. Drei Jahre später gründete Bolko I. das Zisterzienserkloster Grüssau, dem Michelsdorf als Stiftsdorf angehörte. Nach dem Tod Bolkos II. gelangte es 1368 zusammen mit dem Herzogtum Schweidnitz-Jauer an die Krone Böhmen.
Nach dem Ersten Schlesischen Krieg fiel Michelsdorf 1742 zusammen mit dem größten Teil Schlesiens an Preußen. 1810 wurde das Klostergut säkularisiert. Nach der Neugliederung Preußens 1815 gehörte Michelsdorf zur Provinz Schlesien und war ab 1816 dem Landkreis Landeshut eingegliedert, mit dem es bis 1945 verbunden blieb. Es bildete eine eigene Landgemeinde und gehörte seit 1874 zusammen mit (Städtisch) Hartau und Petzelsdorf zum Amtsbezirk (Städtisch) Hermsdorf. 1939 lebten 885 Einwohner in Michelsdorf.
Als Folge des Zweiten Weltkriegs fiel Michelsdorf 1945 wie fast ganz Schlesien an Polen und wurde in Miszkowice umbenannt. Die deutsche Bevölkerung wurde – soweit sie nicht vorher geflohen war – vertrieben. Die neu angesiedelten Bewohner waren teilweise Zwangsumgesiedelte aus Ostpolen, das an die Sowjetunion gefallen war. Wegen der abgelegenen Lage wurden nachfolgend zahlreiche Häuser und Gehöfte dem Verfall preisgegeben.
1975–1998 gehörte Jarkowice zur Woiwodschaft Jelenia Góra.

## Sehenswürdigkeiten

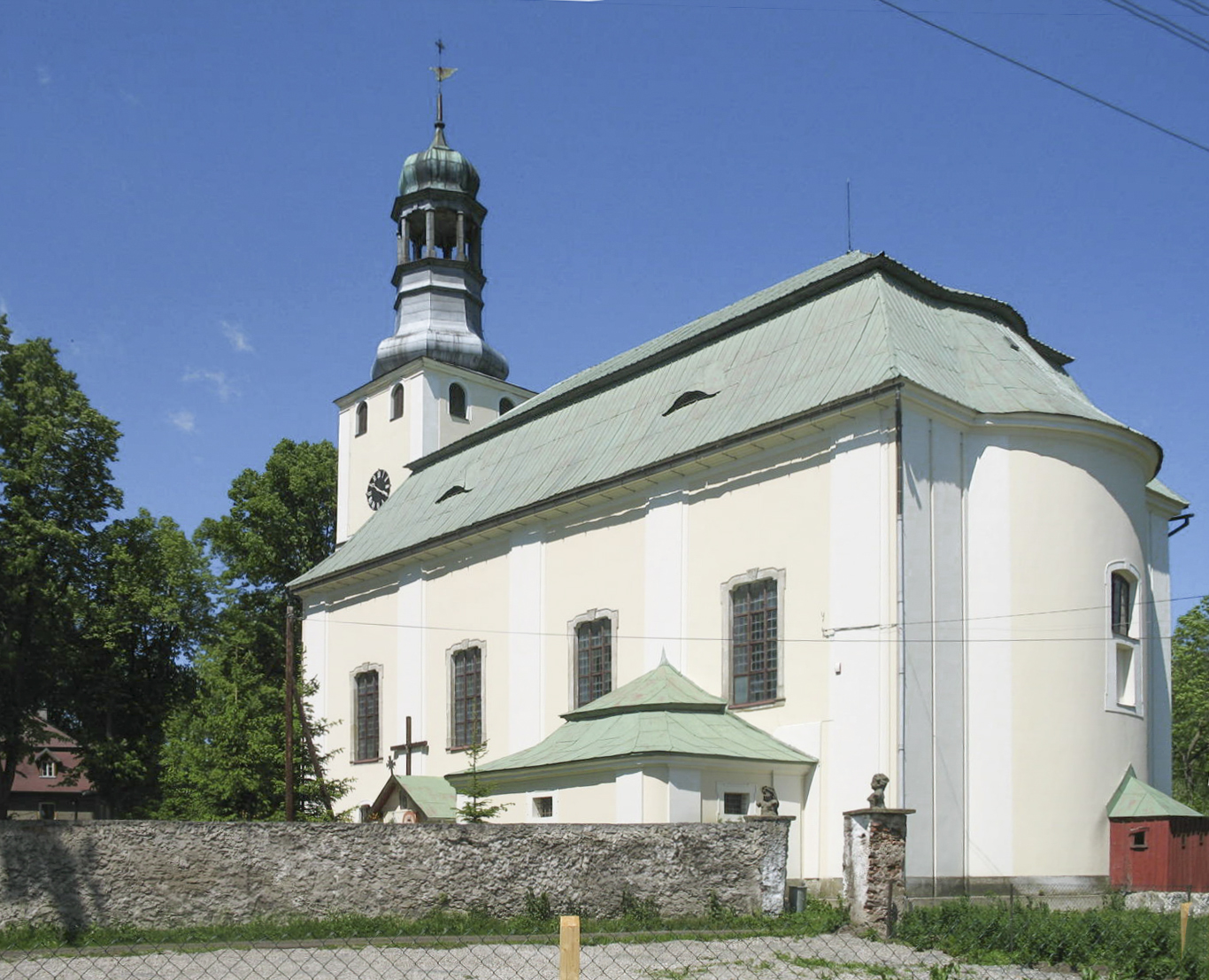
Pfarrkirche

- Die Pfarrkirche Allerheiligen wurde 1727–1729 an der Stelle eines Vorgängerbaus von 1587 errichtet. Die Altäre, Kanzel, Orgelprospekt und Beichtstühle stammen aus der Mitte des 18. Jahrhunderts. Die gotische „Muttergottes mit Kind“ stammt aus der zweiten Hälfte des 15. Jahrhunderts.
- Die evangelische Kirche wurde 1771–1773 durch den Maurermeister Bandt aus Schmiedeberg errichtet. Sie wurde nach 1945 dem Verfall preisgegeben und ist derzeit Ruine. Die ehemalige Innenausstattung befindet sich heute in der katholischen Pfarrkirche in Erdmannsdorf-Zillerthal.
- Der sogenannte Fürstenkretscham diente als Gerichtssaal. Er wurde 1624 errichtet und 1646 sowie 1774 umgebaut bzw. zum Teil neu aufgemauert. Es ist ein Holzbau auf einem Steinsockel, der als Schrotholzkonstruktion ausgeführt wurde.

## Persönlichkeiten
- Marcin Gębka (* 1974), Radrennfahrer